# Big Brother Brasil 2
Big Brother Brasil 2 foi a segunda temporada do reality show Big Brother Brasil, exibida pela TV Globo de 14 de maio a 23 de julho de 2002, com 71 dias de confinamento. Foi apresentada por Pedro Bial e dirigida por José Bonifácio Brasil de Oliveira, o Boninho.
A edição terminou com a vitória do domador de cavalos Rodrigo Leonel, que recebeu 65% dos votos. O prêmio foi de meio milhão de reais, sem o desconto de impostos, e um carro Fiat Siena.
Foi reprisado no Viva de 20 de julho a 28 de setembro de 2021, logo após o BBB 1, ocupando a faixa do mesmo no canal. A edição também foi disponibilizada no Globoplay com episódios semanais.

## Geral
Foi a única temporada do Big Brother Brasil exibida no mesmo ano em que já havia sido exibida outra e foi também a única temporada do programa a ser exibida durante o inverno do hemisfério sul. A partir da terceira temporada, o BBB passou a ser anual, sempre de Janeiro até Março/Abril/Maio.
A temporada teve 71 dias de confinamento, um aumento em relação à primeira temporada. A final teve somente dois finalistas, em vez de três como na primeira temporada.
Esta edição teve 12 participantes, o mesmo da edição anterior. Foi a primeira edição completa em que o apresentador Pedro Bial exerceu exclusivamente esta função, por conta da saída da Marisa Orth ainda na primeira temporada.

## Participantes
- As informações referentes a profissão dos participantes estão de acordo com o momento em que ingressaram no programa.

| Participante                               | Idade | Ocupação                           | Origem                           | Resultado                            | Ref.   |
| ------------------------------------------ | ----- | ---------------------------------- | -------------------------------- | ------------------------------------ | ------ |
| Rodrigo Fraga Leonel                       | 32    | Domador de cavalos                 | Ribeirão Preto, São Paulo        | Vencedor em 23 de julho de 2002      | [ 3 ]  |
| Manuela Santos Saadeh                      | 22    | Estudante de marketing             | Rio de Janeiro, Rio de Janeiro   | 2º lugar em 23 de julho de 2002      | [ 4 ]  |
| Maria Aparecida Junqueira de Moraes (Cida) | 38    | Aeromoça                           | Rio de Janeiro, Rio de Janeiro   | 10ª eliminada em 21 de julho de 2002 | [ 5 ]  |
| Thyrso Mattos Martins                      | 26    | Cozinheiro                         | São Paulo, São Paulo             | 9º eliminado em 16 de julho de 2002  | [ 6 ]  |
| Tarciana de Lima Mafra                     | 27    | Vendedora                          | Recife, Pernambuco               | 8ª eliminada em 9 de julho de 2002   | [ 7 ]  |
| Fabrício Luiz do Amaral                    | 24    | Estudante                          | Novo Hamburgo, Rio Grande do Sul | 7º eliminado em 2 de julho de 2002   | [ 8 ]  |
| Thaís Ventura Pugliese                     | 19    | Estudante                          | Niterói, Rio de Janeiro          | 6ª eliminada em 25 de junho de 2002  | [ 9 ]  |
| Moisés Joaquim da Silva                    | 26    | Vendedor                           | Ipojuca, Pernambuco              | 5º eliminado em 18 de junho de 2002  | [ 10 ] |
| Jeferson de Oliveira dos Santos            | 27    | Cantor                             | Carapicuíba, São Paulo           | 4º eliminado em 11 de junho de 2002  | [ 11 ] |
| Fernando Fernandes de Pádua                | 21    | Boxeador e modelo                  | São Paulo, São Paulo             | 3º eliminado em 4 de junho de 2002   | [ 12 ] |
| Vanessa Cristina Soares Dias (Tina)        | 21    | Futebolista e estudante de turismo | São Paulo, São Paulo             | 2ª eliminada em 28 de maio de 2002   | [ 13 ] |
| Rita Sinara Gonçalves da Silva Lopes       | 29    | Cartomante                         | Esteio, Rio Grande do Sul        | 1ª eliminada em 21 de maio de 2002   | [ 14 ] |

## Histórico
|                  | Sem 1                  | Sem 2                      | Sem 3                      | Sem 4                      | Sem 5                    | Sem 6                     | Sem 7                      | Sem 8                      | Sem 9                    | Sem 10                    | Sem 10                  | Votos recebidos |
| Dia 68           | Sem 1                  | Sem 2                      | Sem 3                      | Sem 4                      | Sem 5                    | Sem 6                     | Sem 7                      | Sem 8                      | Sem 9                    | Final                     |                         | Votos recebidos |
| ---------------- | ---------------------- | -------------------------- | -------------------------- | -------------------------- | ------------------------ | ------------------------- | -------------------------- | -------------------------- | ------------------------ | ------------------------- | ----------------------- | --------------- |
| Líder            | Jeferson               | Rodrigo                    | Cida                       | Fabrício                   | Manuela                  | Cida                      | Tarciana                   | Thyrso                     | Rodrigo                  | Manuela                   | (nenhum)                |                 |
| Indicado (Líder) | Cida                   | Tarciana                   | Fernando                   | Cida                       | Moisés                   | Thaís                     | Thyrso                     | Tarciana                   | Thyrso                   | Cida Rodrigo              | (nenhum)                |                 |
| Indicado (Casa)  | Rita                   | Tina                       | Thyrso                     | Jeferson                   | Cida                     | Manuela                   | Fabrício                   | Rodrigo                    | Cida                     | Cida Rodrigo              | (nenhum)                |                 |
|                  |                        |                            |                            |                            |                          |                           |                            |                            |                          |                           |                         |                 |
| Rodrigo          | Rita                   | Líder                      | Jeferson                   | Jeferson                   | Cida                     | Manuela                   | Cida                       | Manuela                    | Líder                    | Paredão                   | Vencedor (Dia 71)       | 4               |
| Manuela          | Rita                   | Tina                       | Jeferson                   | Jeferson                   | Líder                    | Rodrigo                   | Fabrício                   | Rodrigo                    | Cida                     | Líder                     | 2º lugar (Dia 71)       | 10              |
| Cida             | Thaís                  | Jeferson                   | Líder                      | Thaís                      | Fabrício                 | Líder                     | Fabrício                   | Rodrigo                    | Manuela                  | Paredão                   | Eliminada (Dia 69)      | 10              |
| Thyrso           | Rita                   | Tina                       | Jeferson                   | Jeferson                   | Thaís                    | Tarciana                  | Fabrício                   | Rodrigo                    | Cida                     | Eliminado (Dia 64)        | Eliminado (Dia 64)      | 11              |
| Tarciana         | Tina                   | Tina                       | Thyrso                     | Thyrso                     | Cida                     | Manuela                   | Líder                      | Manuela                    | Eliminada (Dia 57)       | Eliminada (Dia 57)        | Eliminada (Dia 57)      | 3               |
| Fabrício         | Thyrso                 | Tina                       | Thyrso                     | Líder                      | Cida                     | Manuela                   | Manuela                    | Eliminado (Dia 50)         | Eliminado (Dia 50)       | Eliminado (Dia 50)        | Eliminado (Dia 50)      | 4               |
| Thaís            | Tina                   | Tina                       | Thyrso                     | Thyrso                     | Cida                     | Manuela                   | Eliminada (Dia 43)         | Eliminada (Dia 43)         | Eliminada (Dia 43)       | Eliminada (Dia 43)        | Eliminada (Dia 43)      | 4               |
| Moisés           | Rita                   | Tina                       | Thyrso                     | Manuela                    | Cida                     | Eliminado (Dia 36)        | Eliminado (Dia 36)         | Eliminado (Dia 36)         | Eliminado (Dia 36)       | Eliminado (Dia 36)        | Eliminado (Dia 36)      | 2               |
| Jeferson         | Líder                  | Tina                       | Thyrso                     | Manuela                    | Eliminado (Dia 29)       | Eliminado (Dia 29)        | Eliminado (Dia 29)         | Eliminado (Dia 29)         | Eliminado (Dia 29)       | Eliminado (Dia 29)        | Eliminado (Dia 29)      | 8               |
| Fernando         | Rita                   | Tina                       | Thyrso                     | Eliminado (Dia 22)         | Eliminado (Dia 22)       | Eliminado (Dia 22)        | Eliminado (Dia 22)         | Eliminado (Dia 22)         | Eliminado (Dia 22)       | Eliminado (Dia 22)        | Eliminado (Dia 22)      | 1               |
| Tina             | Rita                   | Jeferson                   | Eliminada (Dia 15)         | Eliminada (Dia 15)         | Eliminada (Dia 15)       | Eliminada (Dia 15)        | Eliminada (Dia 15)         | Eliminada (Dia 15)         | Eliminada (Dia 15)       | Eliminada (Dia 15)        | Eliminada (Dia 15)      | 10              |
| Rita             | Moisés                 | Eliminada (Dia 8)          | Eliminada (Dia 8)          | Eliminada (Dia 8)          | Eliminada (Dia 8)        | Eliminada (Dia 8)         | Eliminada (Dia 8)          | Eliminada (Dia 8)          | Eliminada (Dia 8)        | Eliminada (Dia 8)         | Eliminada (Dia 8)       | 6               |
|                  |                        |                            |                            |                            |                          |                           |                            |                            |                          |                           |                         |                 |
| Notas            | (nenhuma)              | (nenhuma)                  | (nenhuma)                  | (nenhuma)                  | (nenhuma)                | (nenhuma)                 | (nenhuma)                  | 1                          | (nenhuma)                | 2                         | 3                       |                 |
| Paredão          | Cida Rita              | Tarciana Tina              | Fernando Thyrso            | Cida Jeferson              | Cida Moisés              | Manuela Thaís             | Fabrício Thyrso            | Rodrigo Tarciana           | Cida Thyrso              | Cida Rodrigo              | Manuela Rodrigo         |                 |
| Eliminado        | Rita 55% para eliminar | Tina 63% para eliminar     | Fernando 77% para eliminar | Jeferson 62% para eliminar | Moisés 54% para eliminar | Thaís 73% para eliminar   | Fabrício 64% para eliminar | Tarciana 70% para eliminar | Thyrso 53% para eliminar | Cida 59% para eliminar    | Manuela 35% para vencer |                 |
| Outras %         | Cida 45% para eliminar | Tarciana 37% para eliminar | Thyrso 23% para eliminar   | Cida 38% para eliminar     | Cida 46% para eliminar   | Manuela 27% para eliminar | Thyrso 36% para eliminar   | Rodrigo 30% para eliminar  | Cida 47% para eliminar   | Rodrigo 41% para eliminar | Rodrigo 65% para vencer |                 |

## Classificação geral
| Pos. | Participante        | Meio de indicação | % dos votos | Eliminado em |
| ---- | ------------------- | ----------------- | ----------- | ------------ |
| 1    | Rodrigo Leonel      | Finalista         | 65%         | —            |
| 2    | Manuela Saadeh      | Finalista         | 35%         | —            |
| 3    | Cida Junqueira      | Prova do Líder    | 59%         | Semana 10    |
| 4    | Thyrso Mattos       | Líder (Rodrigo)   | 53%         | Semana 9     |
| 5    | Tarciana Lima       | Líder (Thyrso)    | 70%         | Semana 8     |
| 6    | Fabrício Amaral     | Casa (3 votos)    | 64%         | Semana 7     |
| 7    | Thaís Ventura       | Líder (Cida)      | 73%         | Semana 6     |
| 8    | Moisés Silva        | Líder (Manuela)   | 54%         | Semana 5     |
| 9    | Jeferson dos Santos | Casa (3 votos)    | 62%         | Semana 4     |
| 10   | Fernando Fernandes  | Líder (Cida)      | 77%         | Semana 3     |
| 11   | Tina Soares         | Casa (8 votos)    | 63%         | Semana 2     |
| 12   | Rita Gonçalves      | Casa (6 votos)    | 55%         | Semana 1     |